# Porta Caelimontana e Porta Querquetulana
Le Porte Caelimontana e Querquetulana sono due porte che si aprivano nel tracciato delle mura serviane di Roma; solo la prima è tuttora esistente.

## Storia
Solo in tempi recenti (pur persistendo ancora qualche dubbio), si è finalmente giunti a stabilire che, delle due porte che si aprivano sul lato orientale del colle Celio, la Porta Caelimontana era quella più occidentale, mentre la Porta Querquetulana era quella situata più ad est.
Fino a pochi anni fa, infatti, le dotte argomentazioni di alcuni studiosi tendevano a sostenere l'esatto contrario, in base a considerazioni di carattere toponomastico oltre che archeologico. In mancanza di precisi indizi provenienti da fonti classiche (le cui citazioni in proposito sono pressoché inesistenti), i presupposti a sostegno dell'ipotesi si basavano sul fatto che entrambe le porte derivavano il loro nome da quello del colle su cui si trovavano. Querquetulum (coperto di boschi di querce) era infatti l'antica denominazione di quello che solo successivamente venne chiamato Caelius; si poteva pertanto supporre che le due porte potessero essere state aperte in tempi successivi: prima la Querquetulana e poi - forse su un ampliamento del tracciato serviano, quando ormai le querce non c'erano più - la Caelimontana. Gli unici reperti rimasti appartengono alla porta più occidentale, che è tuttora esistente, trasformata in quello che è attualmente noto come arco di Dolabella e Silano, e consistono di blocchi risalenti all'inizio del IV secolo a.C., epoca della costruzione delle prime mura repubblicane: ne consegue che quella doveva essere la Querquetulana. Una conferma indiretta a questa conclusione (sebbene la deduzione sia un po' debole) la fornisce Livio, che cita per la prima volta la porta Caelimontana (XXXV, 9) per riferire di un fulmine che la colpì nel 193 a.C..
Nonostante qualche dubbio residuo, oggi è più accreditata l'ipotesi che pone la Querquetulana verso est - all'interno del perimetro dell'attuale ospedale di San Giovanni, nella zona di confluenza tra via dei Santi Quattro e via di S. Stefano Rotondo - e la Caelimontana più a ovest, all'inizio dell'attuale via San Paolo della Croce, sul tracciato dell'antico clivus Scauri.
Questa inversione di tendenza rispetto al posizionamento delle due porte è dovuto non tanto a un'argomentazione ritenuta non più valida, quanto piuttosto a un'errata trasposizione temporale, che aveva fatto ritenere quella del IV secolo la cinta muraria più antica del colle. La porta Querquetulana, infatti, come anche la Viminale, l'Esquilina e la Collina, risale effettivamente a un periodo molto antico, circa un paio di secoli precedente a quello della costruzione delle mura serviane: sembra che le quattro porte originarie si possano far risalire all'ampliamento della città operato dal re Servio Tullio, che comprese nel territorio dell'Urbe, oltre alle alture già inserite tra gli iniziali sette colli, anche il Quirinale (Collis Quirinalis), il Viminale, l'Esquilino e il Querquetulanus. Della stessa epoca è ovviamente anche il primo baluardo difensivo che le collegava tra di loro, con l’agger lungo tutto il tratto dei circa 1.300 m dalla Porta Collina all'Esquilina. Un altro indizio dell'antichità di queste porte, a conferma dell'ipotesi già riportata, è fornito, secondo gli studiosi, anche dal loro nome, che deriva direttamente da quello dell'altura cui davano accesso, anziché essere l'aggettivazione di qualche elemento monumentale (templi, altari ecc.) lì presente, che non può che essere successiva all'inglobamento dell'area nel perimetro urbano. Pertanto, non sembra che la Querquetulana e la Caelimontana possano essere contemporanee.
Non vi sarebbero, inoltre, indizi sufficienti a provare un ampliamento delle mura serviane, nell'area del Celio, rispetto a quelle precedenti.

### l'arco di Dolabella e Silano

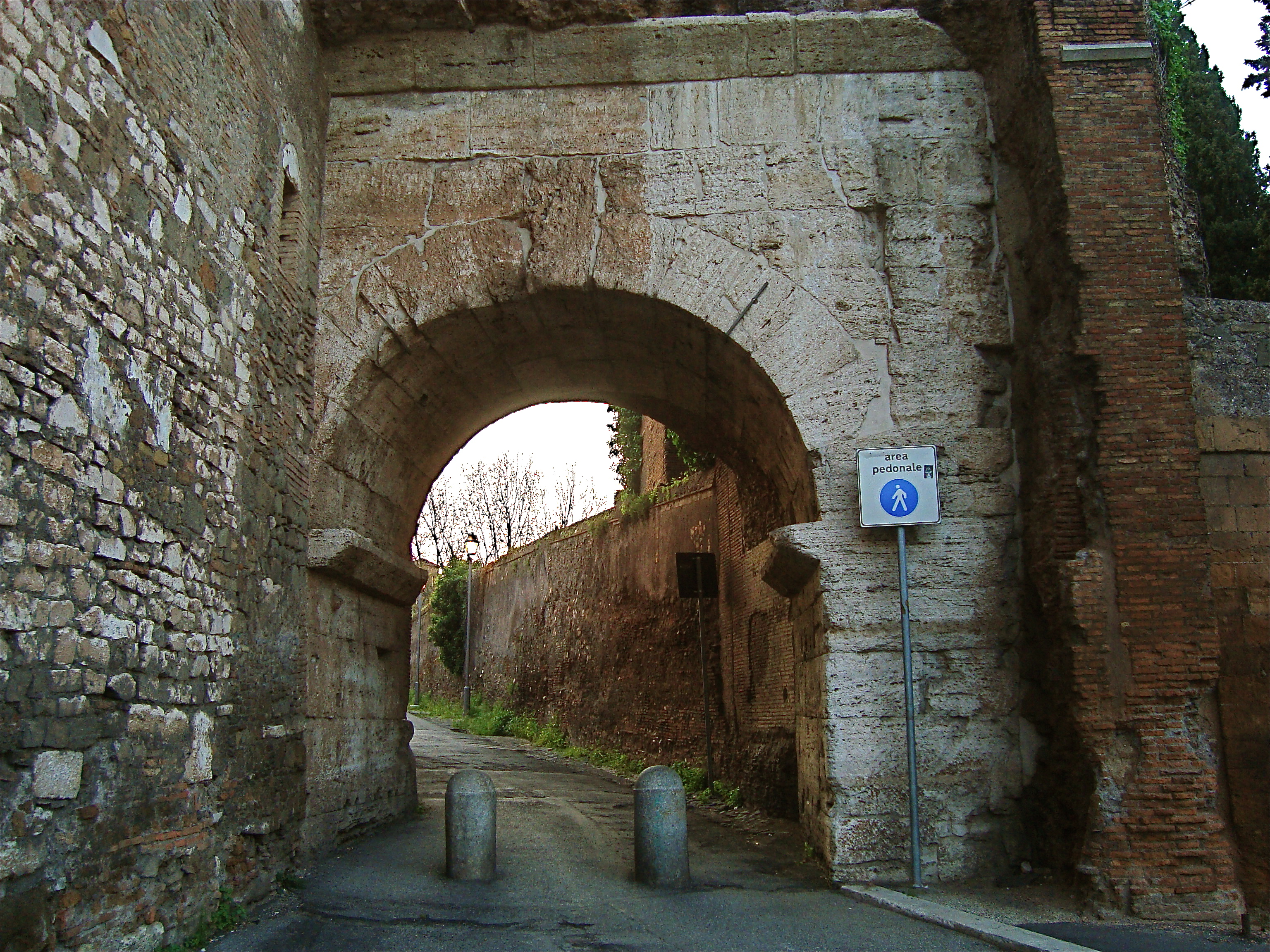
L'arco di Dolabella e Silano, un tempo Porta Caelimontana, visto dalla facciata esterna.

Se per la porta Querquetulana non è praticamente possibile riferire alcun'altra notizia, mancando reperti sia letterari che archeologici, della Caelimontana si sa che venne restaurata, come molte altre porte della cinta serviana, in epoca augustea. L'attuale arco di travertino sostituì nel 10 d.C. la vecchia porta in blocchi di tufo, ancora in parte visibili sulla destra, a seguito di un restauro (o ricostruzione) effettuato per decreto del Senato dai Consoli in carica, come è possibile leggere sulla lapide apposta sull'attico della facciata esterna dell'arco:
(CIL VI, 1384)
A seguito di un successivo intervento di restauro del 211, all'epoca di Caracalla, l'arco venne utilizzato per sostenere le grandi arcate, ancora oggi visibili, dell'acquedotto Neroniano, ramo secondario dell'acquedotto Claudio.
L'arco è sovrastato da una finestra, dietro la quale c'è un piccolo ambiente visitabile, in cui secondo la tradizione visse - dal 1209 fino alla morte avvenuta nel 1213 - San Giovanni del Matha, fondatore dell'Ordine dei Trinitari, a cui ancora appartiene la chiesa di San Tommaso in Formis adiacente all'arco.